# Аксепт
„Аксепт“ (на английски: Accept) е германска хевиметъл група, популярна през 80-те години. Музиката им се характеризира с тежки и бързи китарни рифове, подкрепени от дрезгави вокални линии, които ги правят едни от най-добрите изпълнители в стила спийд метъл и влиятелни за бъдещия траш метъл. Бандата постига пикът на своята популярност с хита от 1983 Balls to the Wall.
Групата е основана в град Золинген, в началото на 70-те години. Те са първите германски метъл изпълнители, след „Скорпиънс“, които правят пробив в американския и европейския пазар. За разлика от предшествениците си „Аксепт“ притежават по-твърд звук и вокали.
Вокалът и основател на групата Удо Диркшнайдер е познат със своя дрезгав, но мелодичен глас.
Известни албуми на Аксепт са Metal Heart, Balls to the Wall и други, които им донасят широка популярност през 80-те години.

## История, развитие и албуми
Години наред след основаването си Аксепт страдат от постоянни промени в състава и се намират на любителско ниво, появявайки се спорадично на различни фестивали. Професионалната им кариера започва през 1976 г., когато са поканени да свирят на един от първите рок фестивали в Германия – Rock am Rhein. След изпълнението си там Аксепт получават звукозаписен договор и за първи път влизат в професионално студио, за да запишат едноименния си дебют. Творбата обаче така и не постига особен успех.
Първият стабилен състав на Аксепт включва вокалиста Удо Диркшнайдер, китаристите Волф Хофман и Герхард Вал, басиста Петер Балтес и барабаниста Франк Фридрих. След издаването на Аксепт Фридрих и Вал напускат групата, тъй като нямат намерение да се захващат с професионална музикална кариера. Двамата са заменени от Щефан Кауфман и Йорг Фишер и с този състав групата записва I'm a Rebel през 1980 г. С него Аксепт привличат вниманието на медиите и популярността им се засилва значително.
През 1981 се случват три важни събития. Първо е издаден албумът Breaker. Второ – групата подписва с мениджърката Габши Хауке, взаимоотношенията с която се запазват през цялата кариера на Аксепт. И трето – Аксепт се присъединяват към турнето на Judas Priest и така стават известни и извън Европа.
Следващият албум – Restless and Wild излиза през 1982 г., но е без участието на Йорг Фишер, който напуска малко преди да бъдат осъществени записите. Всички китари в албума са изсвирени от Волф Хофман. Restless and Wild показва развитие в музиката на групата и включва някои основни характеристики на жанра, който по-късно ще бъде наречен спийд метъл. Следва голямо турне, за което е нает китаристът Херман Франк.
Появява се нов албум – Balls to the Wall, който е различен спрямо предишните записи на групата. Творбата има концептуален характер и включва песни, експлоатиращи теми като политиката, сексуалността и различията в човешките отношения. Като автори на текстовете на Balls to the Wall са посочени Аксепт и човек с псевдоним Deaffy, който впоследствие се оказва мениджърката Габи Хауке, която оттогава работи върху лириката на всичките им парчета, без официално да заявява авторството си.
През 1983 по време на шоу в родния им град Солинген Аксепт се срещат случайно с Йорг Фишер. Той отново се присъединява към групата и следва световно турне, което приключва чак на следващата година с участие на историческия фестивал Monsters of Rock.
Следващият албум Metal Heart се появява през 1985 г., а след него – концертният Kaizoku Ban. През 1986 идва Russian Roulette и продължава серията от албуми, продуцирани от продуцента на Scorpions Дитер Диркс.
С времето някои различия между членовете на Аксепт се задълбочават. Балтес, Волф Хофман и Габи Хауке проявяват нарастващ интерес към САЩ и прекарват повече време зад Океана, отколкото в Германия, което означава, че почти непрекъснато не са с групата.
Постепенно те се отдалечават все повече и е взето решение групата да прекрати активна дейност, а фронтменът Удо Диркшнайдер да започне самостоятелна кариера. Другите членове на групата му помагат за първия соло албум Animal House, който излиза под името U.D.O. през 1987 г.
След известен период на бездействие Петер, Волф и Щефан се събират и започват работа заедно отново с вокалиста Дейвид Рийс, докато соло кариерата на Удо се развива успешно и Йорг Фишер отново напуска. След няколко демота Accept реализират първия си албум без Удо – Eat the Heat (1989). Следва турне, за което към състава на групата се присъединява ритъм китариста Джим Стейси, но след като Щефан Кауфман получава сериозна травма на гърба, се налага концертите да бъдат прекратени за известно време. Замества го барабанистът Кен Мери. До края на турнето Хофман, Балтес и Хауке решават, че Рийс не е подходящ за групата и че Кауфман трябва да си вземе дълга почивка. Така идва и решението за раздяла. Към 1989 г. Аксепт официално прекратяват съществуването си.
Още на следващата година е издадена концертната компилация Staying a Life и феновете по целия свят настояват за реюниън. Удо се среща с музикантите от Аксепт и след обсъждане решават да възродят групата в класическия ѝ състав.
През 1993 е издаден Objection Overruled и възраждането на Аксепт се счита за успешно. Следва световно турне и още един албум – Death Row (1994). Тогава старата травма на Кауфман го принуждава да се оттегли от барабаните за постоянно. Групата кани Щефан Шварцман за нов член и планира следващото си турне. Постепенно обаче музикантите започват да усещат умора. Във въздуха витае усещането за обреченост, дори и когато Аксепт влизат в студио, за да запишат албума Predator през 1995, този път с Майкъл Картелоне (от Damn Yankees) на барабаните. Следва последното турне на групата за близо десетилетие и то минава на три континента (Европа, Америка и Азия), като финалното шоу е в Токио, Япония.
Аксепт не са активни от 10-ина години, когато през 2005 обявяват кратко юбилейно турне в класическия си състав. Последният концерт от него е не другаде, а в Каварна, България на 27 август.
В края на 2009 г. във Филаделфия, където живее Петер Балтес, той и останалите членове (Волф, Стефан и Херман) решават да изнесат „джам сесия“, на която да изпълнят някои от класическите парчета на групата, но нямат вокалист, при което повикват вокалист „живеещ наблизо“ на име Марк Торнило, който да пее с тях. Оказва се, че гласът му е доста подобен на този на Удо. След като той се съгласява да стане член на групата и да пее с тях, мениджмънтът на групата бива повикан и с тяхно одобрение, освен това на основните членове, Марк Торнило става вокалист на Аксепт.
На 28 декември 2014 г. китаристът Херман Франк обявява, че за втори път напуска групата. Малко по-късно същия ден барабанистът Стефан Шварцман също обявява напускането си.
На 12 април 2015 г. групата обявява новия си китарист – Уве Луис и новия си барабанист – Кристофър Уилямс.

## Дискография
- Студийни албуми

| 1979                        | Accept               | —  | —   | — | —  | —  | —  | —  |                      |
| 1980                        | I'm a Rebel          | —  | —   | — | —  | —  | —  | —  |                      |
| 1981                        | Breaker              | —  | —   | — | —  | —  | —  | —  |                      |
| 1982                        | Restless and Wild    | 98 | —   | — | —  | —  | 27 | —  |                      |
| 1983                        | Balls to the Wall    | —  | 74  | — | 59 | —  | 10 | —  | RIAA: Gold CRIA:Gold |
| 1985                        | Metal Heart          | 50 | 94  | 2 | 13 | 9  | 4  | 14 |                      |
| 1986                        | Russian Roulette     | 80 | 114 | 5 | 5  | 16 | 9  | 23 |                      |
| 1989                        | Eat the Heat         | —  | 139 | — | 15 | 19 | 26 | -  |                      |
| 1993                        | Objection Overruled  | —  | —   | 5 | 17 | 24 | 21 | 22 |                      |
| 1994                        | Death Row            | —  | —   | — | 32 | —  | —  | —  |                      |
| 1996                        | Predator             | —  | —   | — | 56 | —  | —  | 49 |                      |
| 2010                        | Blood of the Nations | —  | 187 | 9 | 4  | —  | 7  | 15 |                      |
| 2012                        | Stalingrad           | 32 | 81  | 8 | 6  | 22 | 10 | 17 |                      |
| 2014                        | Blind Rage           | —  | —   | 1 | 1  | 19 | 16 | 9  |                      |
| 2017                        | The Rise of Chaos    | 4  | 140 | 5 | 3  | —  | 10 | 4  |                      |
| 2021                        | Too Mean to Die      |    |     |   |    |    |    |    |                      |
| 2024                        | Humanoid             |    |     |   |    |    |    |    |                      |
| „—“ не попада в класациите. |                      |    |     |   |    |    |    |    |                      |